# ألفرد نيومان
ألفرد نيومان (بالإنجليزية: Alfred Newman)‏ هو قاضي ومحامي وسياسي أمريكي، ولد في 5 أبريل 1834، وتوفي في 11 يناير 1898. انتخب عضو جمعية ولاية ويسكونسن وانتخب عضو مجلس ولاية ويسكونسن.